# 阿爾舒基 (諾夫哥羅德-謝韋爾斯基區)
52°8′9″N 33°6′18″E / 52.13583°N 33.10500°E
阿爾舒基（烏克蘭語：Аршуки），是烏克蘭的村落，位於該國北部切爾尼戈夫州，由諾夫哥羅德-謝韋爾斯基區負責管轄，面積0.24平方公里，海拔高度184米，2001年人口22，人口密度每平方公里91.67人。